# Suecs
Els suecs (en suec, svenskar) són un grup ètnic germànic. La majoria dels suecs viuen a Suècia i a altres països nòrdics i tenen descendents que viuen en molts països diferents. S'utilitza el mot suecs també per a definir aquells que tenen la ciutadania sueca.

## Etimologia
La majoria dels investigadors estan d'acord que suiones (sviones segons Tàcit) i altres formes germàniques del nom deriven de la mateixa arrel del pronom reflexiu del protoindoeuropeu *s(w)e, com el suus del llatí. En l'escandinau modern hi apareix la mateixa arrel en paraules com svåger (germanastre) i svägerska (germananastre - femení). La mateixa arrel i el mateix significat es troba en l'etnònim de la tribu germànica dels sueus, que es preserva avui en dia en el nom Schwaben.

## Història

### Orígens

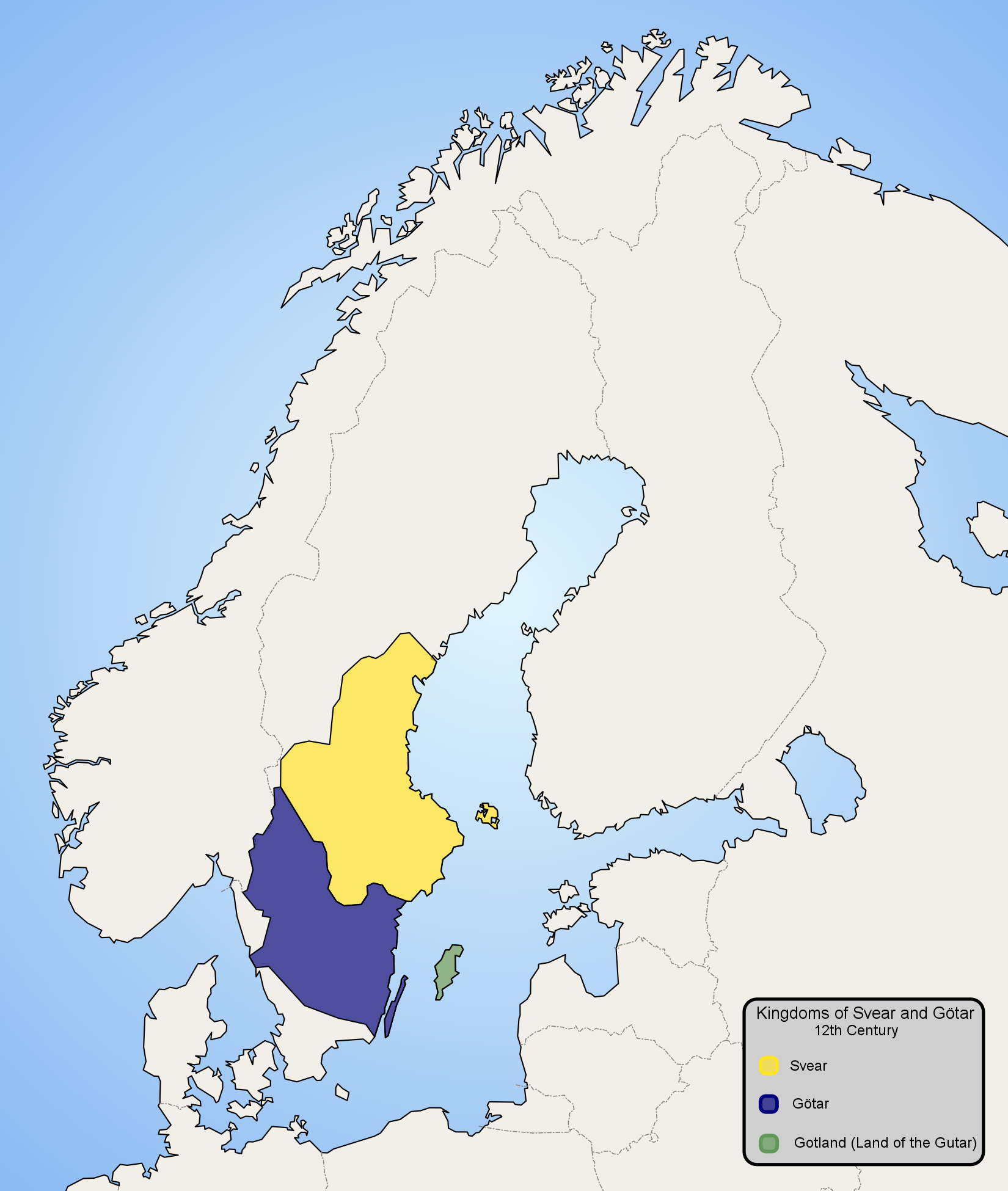
Suècia al. Svealand en groc, Götaland en blau i Gotland en verd.
Suecs
Gots d'Escandinàvia
Gotlandesos

La primera menció escrita sobre els suecs i Suècia la fa Tàcit quan al seu llibre Germania de l'any 98 menciona els suions (suecs), que són considerats com els membres d'una tribu poderosa (que es distingeix no només pels seus homes i armes, sinó per les seves flotes poderoses) amb vaixells que tenen una proa en ambdós extrems (longships). No es coneix els reis (kuningaz) que manaven aquests suions però la mitologia nòrdica presenta una llarga línia de reis llegendaris i semillegendaris que van fins als últims segles abans de la nostra era. Al sud d'Escandinàvia es van utilitzar escriptures rúniques per l'elit ja abans del segle ii però tot el que ha arribat fins al present de l'època romana són inscripcions curtes en artesanies i artefactes, sobretot dels noms masculins que demostren que la gent del sud d'Escandinàvia parlava protonòrdic una llengua antecessora del suec i d'altres llengües escandinaves.
Al segle vi, el buròcrata romà Jordanes va anomenar dues tribus amb el nom de Suehans i Suetidi que vivien a Scandza. Aquests dos noms són considerats per a referir-se a la mateixa tribu. Diu que els Suehans tenen cavalls molt fins com la tribu "Thyringi" (alia vero gens ibi moratur Suehans, quae velud Thyringi equis utuntur eximiis). L'historiador islandès Snorri Sturluson (segle xiii) va escriure que el rei suec de la seva època, Adils (o Eadgils) tenia els cavalls més fins de la seva època. Els Suehans eren els proveïdors de pells de guineu negra per al mercat romà. Jordanes també va mencionar els Suetidi (es considera que són una forma llatina dels suions). Ell escriu que els -Suetidi eren els homes més alts juntament amb els danes que formaven part del mateix poble. Més endavant ell menciona altres tribus escandinaves de la mateixa alçada.
Originat en una semillegendària Scandza, un poble got va creuar el mar Bàltic des de l'actual Götaland abans del segle ii i van arribar a la Regió d'Escítia, a la costa de la mar Negra a l'actual Ucraïna. Aquests gots van deixar traces arqueològiques en la Cultura de Chernyakhov (segles II-V). Als segles v i vi els visigots es van dividir dels ostrogots i van establir estats poderosos que van succeir a l'Imperi Romà a la península Ibèrica i a la península Itàlica. Les comunitats dels gots de Crimea sembla que van sobreviure intactes a Crimea fins a finals del segle xviii.

### Vikings i edat mitjana
L'era dels vikings suecs succeí entre el segle xviii i el segle xi. Durant aquest període es creu que els suecs es van expandir des de la Suècia oriental i van incorporar els gautes del sud. Es creu que els vikings suecs i els gotlanders van viatjar sobretot cap a l'est i cap al sud i van anar a Finlàndia als països bàltics, Rússia, Belarús, Ucraïna i el mar Negra i van arribar fins a Bagdad. Les seves rutes van passar a través del Dnieper en direcció cap al sud cap a Constantinoble, on van fer nombrosos raids. L'emperador romà d'Orient Teòfil va notar les seves grans habilitats guerreres i els va convidar que fossin els seus guardaespatlles personals (guàrdia varega). Es pensa que els vikings suecs anomenats Rus també van fundar la rus de Kíev. El viatger àrab Ibn Fadlan va descriure aquests vikings amb les següents paraules:  "He vist la Rus en els meus viatges comercials. Mai he vist espècimens físics més perfectes, alts com palmeres datileres, rossos i vermellosos; no porten ni túniques ni caftans, però els homes porten una peça que cobreix un costat del cos i deixa una mà lliure. Cada home té una destral, una espasa i un ganivet que les guarda en tot moment. Les espases són amples i ranurades, de tipus franc" 
Les aventures d'aquests vikings suecs són commemorades en moltes pedres rúniques de Suècia com les pedres rúniques sobre Grècia i les pedres rúniques varegues. També van fer expedicions cap a l'occident que són commemorades en pedres rúniques com les pedres rúniques sobre Anglaterra. L'última gran expedició vikinga sueca sembla que va ser la malmesa expedició d'Ingvar el viatger a Serkland (Califat Abbàssida), al sud-est de la mar Càspia. Els seus membres són commemorats a les pedres rúniques d'Ingvar, en la qual no es menciona cap supervivent. No se sap què els va passar, però es creu que van morir d'alguna malaltia.

#### El Regne de Suècia
No es coneix quan i com va néixer el Regne de Suècia però la llista dels reis de Suècia mostra ja els primers reis que governaven els suions i els gautes com una única província, entre ells Èric el Victoriós. Suècia i la Gòtia eren dues nacions separades i no es coneix els seus orígens. El poema èpic Beowulf descriu les semillegendàries guerres entre suions i gautes del segle vi.

#### Avenços culturals
Durant la primera època de l'era vikinga escandinava van florir centres comercials com Ystad (des del segle VII) a Escània i Paviken a Gotland. Paviken fou un centre del comerç de la regió bàltica en els segles ix i x i s'hi ha trobat un gran port viking amb indústries navals i manufactures. Entre l'any 800 i 1000 el comerç va fer que hi hagués abundància de plata a Gotland i, segons alguns historiadors, els gotlanders d'aquesta època tenien més plata que la resta de la població de tota la resta d'Escandinàvia.
Es considera que Anscari de Bremen (Sant Òscar o Sant Anscari) fou l'introductor del cristianisme a Escandinàvia l'any 829 però la nova religió no va començar a reemplaçar el paganisme totalment fins al segle xii. Durant el segle xi, el cristianisme va esdevenir la religió més important de la zona i es considera que els suecs eren una nació cristiana des del 1050. El període entre el 1100 i el 1400 fou caracteritzat per lluites de poder internes i per competicions entre els regnes nòrdics. Els reis suecs també van començar a expansionar el territori controlat pels suecs a Finlàndia i van crear conflictes amb els rus que ja no tenien cap connexió amb els suecs.

#### Institucions feudals a Suècia
A excepció de la província meridional d'Escània, que estava sota control danès en aquesta època, el feudalisme mai es va desenvolupar a Suècia com a la resta d'Europa. De totes maneres, els camperols van mantenir-se com una classe de camperols lliures durant la majoria de la història sueca. L'esclavitud (també anomenada Trhrallitud, no va ser comuna a Suècia i aquesta esclavitud va tendir a disminuir per l'auge del cristianisme, la dificultat a l'hora d'obtenir esclaus de l'est del mar Bàltic i pel desenvolupament de les ciutats abans del segle xvi. De totes maneres, l'esclavitud i la servitud fou abolida per un decret del rei Magnus Erickson el 1335. Els antics esclaus van ser absorbits pels camperols i alguns van esdevenir treballadors urbans. Tot i això, Suècia va mantenir un grup de pobres. Per exemple, els agricultors de la província de Dalsland transportaven la seva mantega fins als districtes miners de Suècia i allà la canviaven per ferro que vendrien a la zona costanera a canvi dels peixos que necessitaven per alimentar-se. Aquest ferro era exportat.

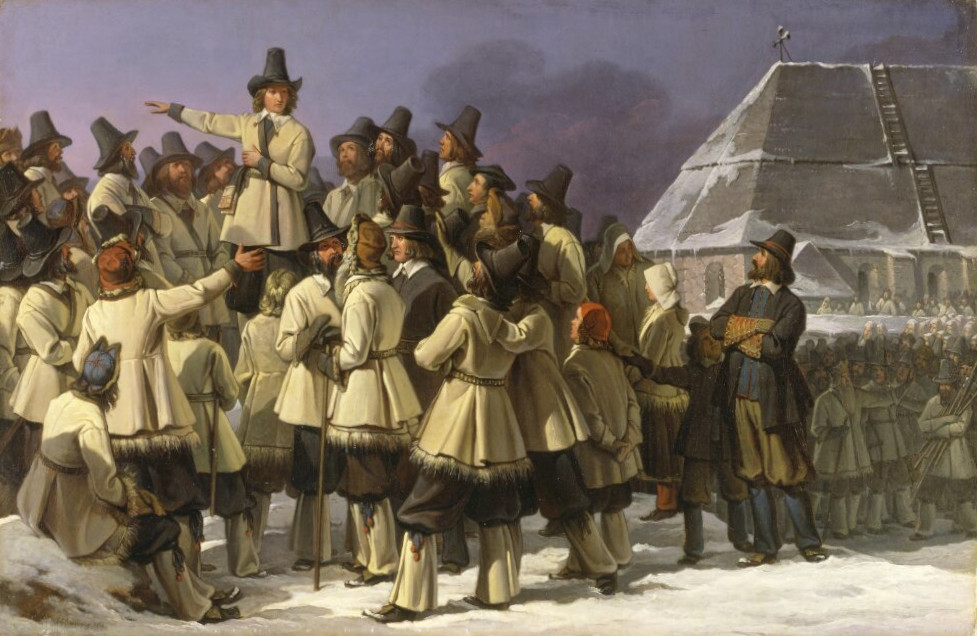
Gustau I de Suècia inicià una revolució a Dalarna. Després de la Guerra d'Alliberació de Suècia Suècia va esdevenir una nació lliure el 1523 després de 126 anys de dominació danesa de la Unió de Kalmar.

#### Les plagues a Suècia
Al segle xiv Suècia va patir la Pesta negra i la seva població fou delmada. Durant aquest període, les ciutats sueques també començaven a adquirir drets i van rebre la influència dels comerciants germànics de la Lliga Hanseàtica que va ser activa sobretot a Visby. El 1319, el rei Magnus II de Suècia va unir Suècia i Noruega i el 1397 la reina Margarida I de Dinamarca va crear la Unió de Kalmar (unió de Suècia, Noruega i Dinamarca). De totes maneres, els successors de la reina Margarida que van governar des de Dinamarca foren incapaços de controlar la noblesa sueca.

#### Reis menors i regents
La corona sueca va tenir un gran nombre de reis nens i durant aquests moments el poder estava en mans de regents (sobretot de la família Sture) que eren triats pel parlament suec. El rei Cristià II de Dinamarca que va reclamar el seu poder amb la força de les armes va ordenar una massacre de nobles suecs el 1520 a Estocolm. Aquest fet és conegut amb el nom de bany de sang d'Estocolm i va agitar a una nova resistència per part de la noblesa sueca que el 6 de juny (dia nacional de Suècia) de 1523 van coronar a Gustau I de Suècia com el seu rei. Aquest fet sovint és considerat com la fundació de la Suècia moderna. Poc després, aquest rei va rebutjar el catolicisme i es va convertir a la Reforma Protestant. En l'àmbit econòmic, el rei Gustau va trencar el monopoli de la Lliga Hanseàtica sobre el comerç del mar Bàltic.

#### Lliga Hanseàtica i Gustau I
La Lliga Hanseàtica havia estat formada oficialment el 1356 a Lübeck. Aquesta va buscar privilegis civils i comercials dels prínceps i la noblesa dels països i ciutats de les costes del mar Bàltic. A canvi, li van oferir una certa protecció. La Lliga tenia la seva pròpia marina de guerra i aquesta va ser capaç d'escombrar els pirates del mar Bàltic. Entre els privilegis de la Hansa hi havia assegurances del comerç. També van aconseguir que no hi hagués taxes ni duanes. Amb aquestes concessions, els mercaders de Lübeck van navegar cap a Estocolm, Suècia i van arribar a dominar la vida econòmica i van fer que la ciutat portuària d'Estocolm esdevingués la capital industrial i comercial de Suècia. En aquesta època les principals importacions d'Estocolm fou els tèxtils i la sal i el ferro i el coure foren els principals productes d'exportació.
Com que Gustau I va trencar el poder del monopoli de la Lliga Hanseàtica, va ser vist com un heroi pels suecs. Ara és considerat el pare de la nació sueca moderna. Tot i això, quan Suècia va entrar en la seva època daurada i els beneficis econòmics van anar més cap als camperols que cap a una classe terratinent feudal. Això va diferir del que va passar en altres països com Polònia, on els camperols encara eren servents i hi havia un fort sistema de terratinents feudals.

### Imperi Suec

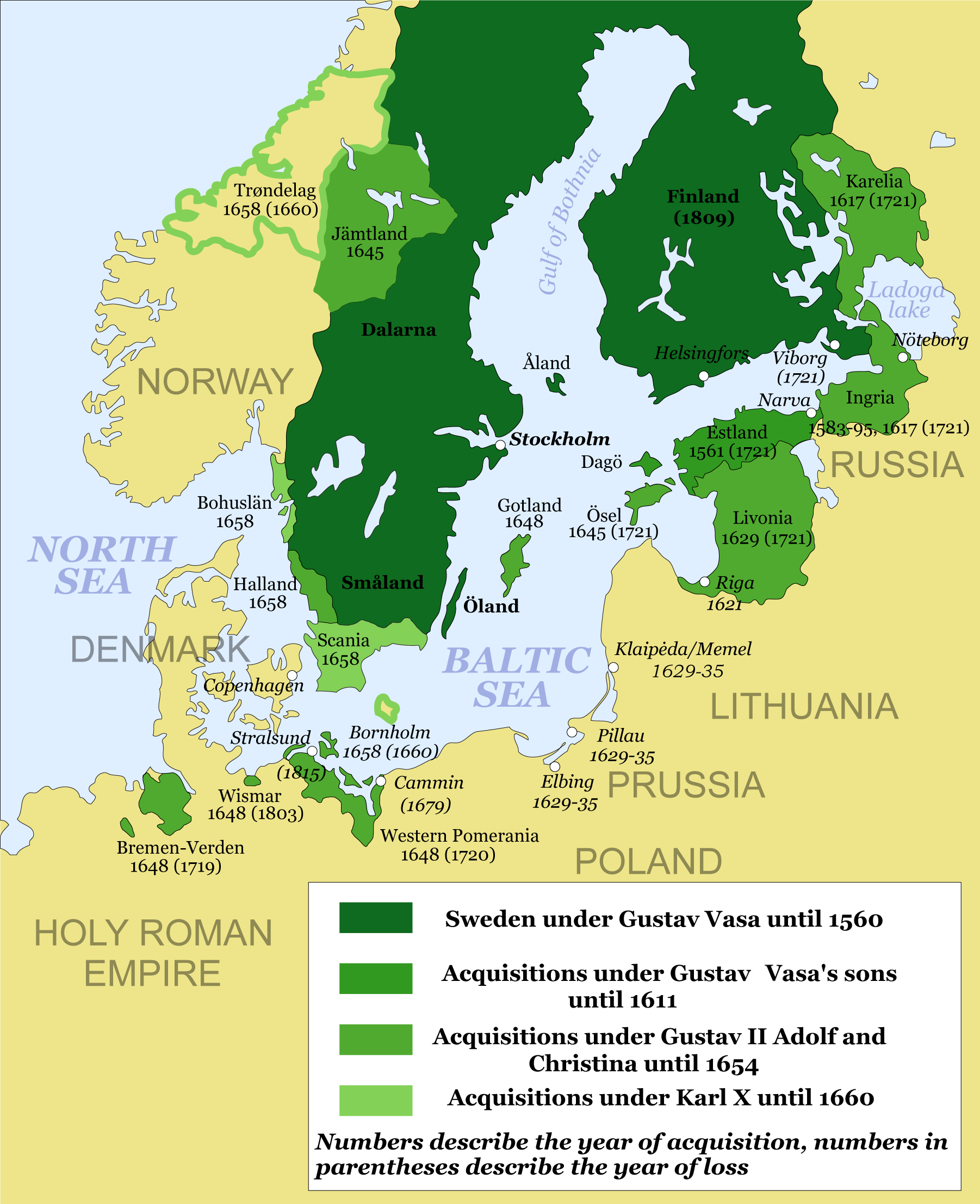
L'Imperi Suec entre 1560 i 1815

Durant el segle xvii Suècia va emergir com un país poderós europeu. Abans de l'emergència de l'Imperi Suec era un país molt pobre i poc poblat situat a la perifèria de la civilització europea que no tenia un poder significatiu. Suècia va assolir la fama a escala continental durant el regnat del rei Gustau II Adolf en què va obtenir diversos territoris de Rússia i la Confederació de Polònia i Lituània aprofitant diversos conflictes, entre els quals hi ha la Guerra dels Trenta Anys.
Durant la Guerra dels Trenta Anys, Suècia va conquerir aproximadament la meitat del Sacre Imperi Romà i Gustau II Adolf volia esdevenir el nou Emperador del Sacre Imperi Romanogermànic dominat Escandinàvia i els estats del Sacre Imperi però va morir en la Batalla de Lützen el 1632. Després de la Batalla de Nördlingen, l'única derrota significativa dels suecs a la guerra, es va esvair el sentiment prosuec dels estats germànics. Aquestes províncies germàniques es van excloure a si mateixes del domini suec d'una a una i van deixar a Suècia només amb uns pocs territoris germànics septentrionals: Pomerània Sueca, Bremen-Verden i Wismar. L'exèrcit suec va derruir més de 2000 castells, 18.000 pobles i 1.500 ciutats a Alemanya, el que representava un terç de les ciutats d'aquest país.
A mitjans del segle xvii Suècia era el tercer país més gran d'Europa (només superat per Rússia i Espanya. Va aconseguir els seus territoris màxims sota el regnat de Carles X Gustau de Suècia després del Tractat de Roskilde el 1658. La base de l'èxit de Suècia durant aquest període s'ha atribuït als grans canvis que havia introduït Gustau I a l'economia del segle xvi i a la introducció del protestantisme. Al segle xvii Suècia es va veure involucrada en moltes guerres, entre d'altres contra la Confederació de Polònia i Lutuània, en les quals competia pel domini dels actuals estats bàltics. La batalla més famosa d'aquesta època és la batalla de Kircholm (1605). Un terç de la població de Finlàndia van morir en una fam devastadora que va patir el país el 1696. La fam també va matar el 10% de la població sueca a aquesta època.
Els suecs també van envair diverses vegades la Confederació de Polònia i Lituània (aquesta època és coneguda amb el nom del diluvi en la història de Polònia). Després de més de cinquanta anys de guerres constants, l'economia sueca s'havia deteriorat. El rei Carles XI de Suècia va reconstruir l'economia i va refer l'exèrcit. El seu fill, Carles XII de Suècia va arribar a tenir un dels millors arsenals, exèrcit i flota del món. En aquells moments Rússia era l'amenaça més gran de Suècia, ja que tenia un exèrcit més gran però tenia pitjor equip i capacitació.

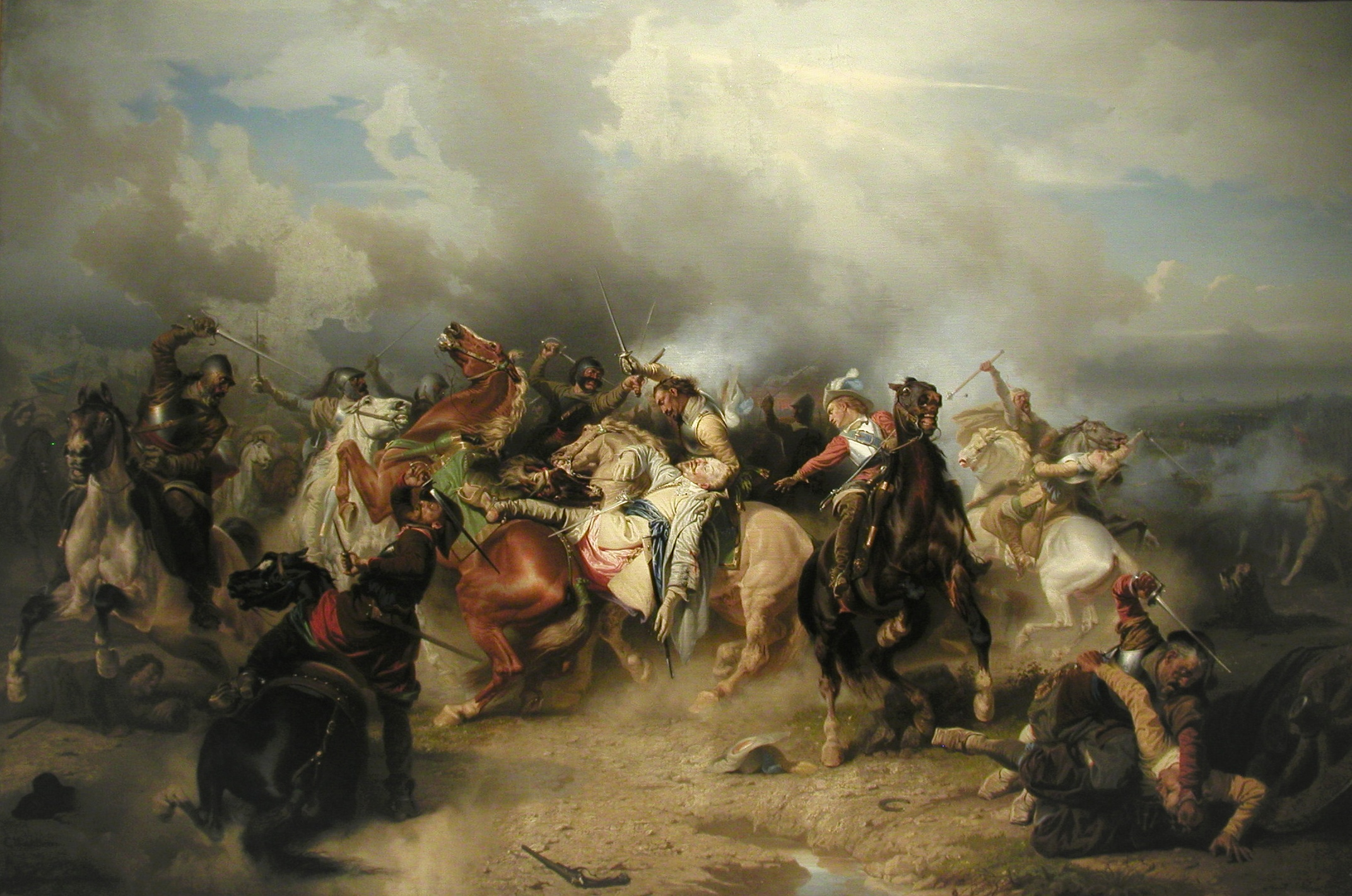
Mort de Gustau II Adolf a la batalla de Lützen

Després de l'èxit de la invasió de Polònia, el rei Carles va decidir intentar la invasió de Rússia que va acabar amb la victòria russa a la batalla de Poltava el 1709. Aquesta va significar el principi de la fi de l'Imperi Suec.

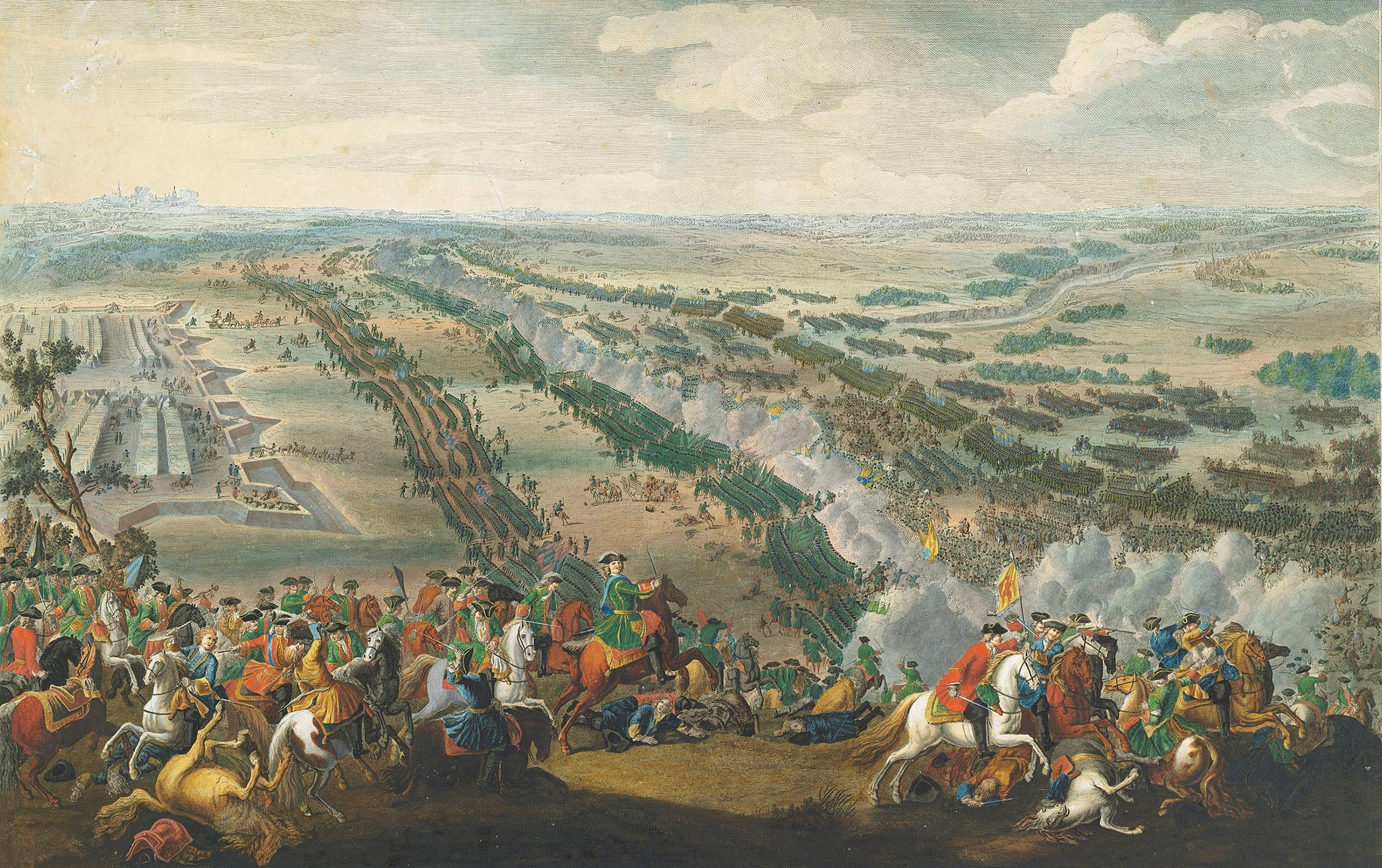
La batalla de Poltava el 1709. En els anys després de la batalla, Rússia va ocupar tots els territoris suecs annexionats a la costa bàltica i a Finlàndia.

El rei Carles XII van intentar envair Noruega el 1716 però va morir a la fortalesa de Fredriksten el 1718. Els suecs no van patir una derrota militar a Fredriksten però tota l'estructura i organització de la campanya noruega va caure amb la mort del rei i l'exèrcit es va retirar.
El 1721 Suècia va haver de cedir grans zones de territori en el Tractat de Nystad, en el que va deixar de ser un imperi i l'estat dominador del mar Bàltic. Amb la pèrdua de la influència sueca, Rússia va emergir com un imperi i va esdevenir una de les nacions més importants d'Europa. Quan la guerra va acabar el 1721 Suècia havien perdut uns 200.000 homes, 150.000 dels quals eren, aproximadament de l'actual Suècia i 50.000 eren de la finlandesa sueca.
El segle xviii, Suècia no tenia prou recursos per a mantenir els seus territoris fora d'Escandinàvia i va perdre'n la majoria. Això va culminar amb la pèrdua de l'est de Suècia el 1809 que va passar a mans russes i va esdevenir l'altament autònom Gran Ducat de Finlàndia de l'Imperi Rus.
Per tal de restablir el seu domini sobre el mar Bàltic, Suècia es va tornar a aliar amb el seu benefactor tradicional, França. Durant les Guerres Napoleòniques, el rol dels suecs en la batalla de Leipzig va obligar que Dinamarca-Noruega (aliat de França) cedís Noruega al rei de Suècia el 14 de gener de 1814 a canvi de les províncies sueques del nord d'Alemanya en el Tractat de Kiel. Els intents de Noruega de continuar sent un estat sobirà van ser rebutjats pel rei Carles XIII de Suècia. El 27 de juliol del 1814 els suecs van llançar una campanya militar contra Noruega que va acabar amb la Convenció de Moss en la qual Noruega es va veure forçada a la Unió entre Suècia i Noruega que va perdurar fins al 1905. La campanya del 1814 fou l'última guerra en la qual els suecs van participar com un dels combatents.

### Història contemporània

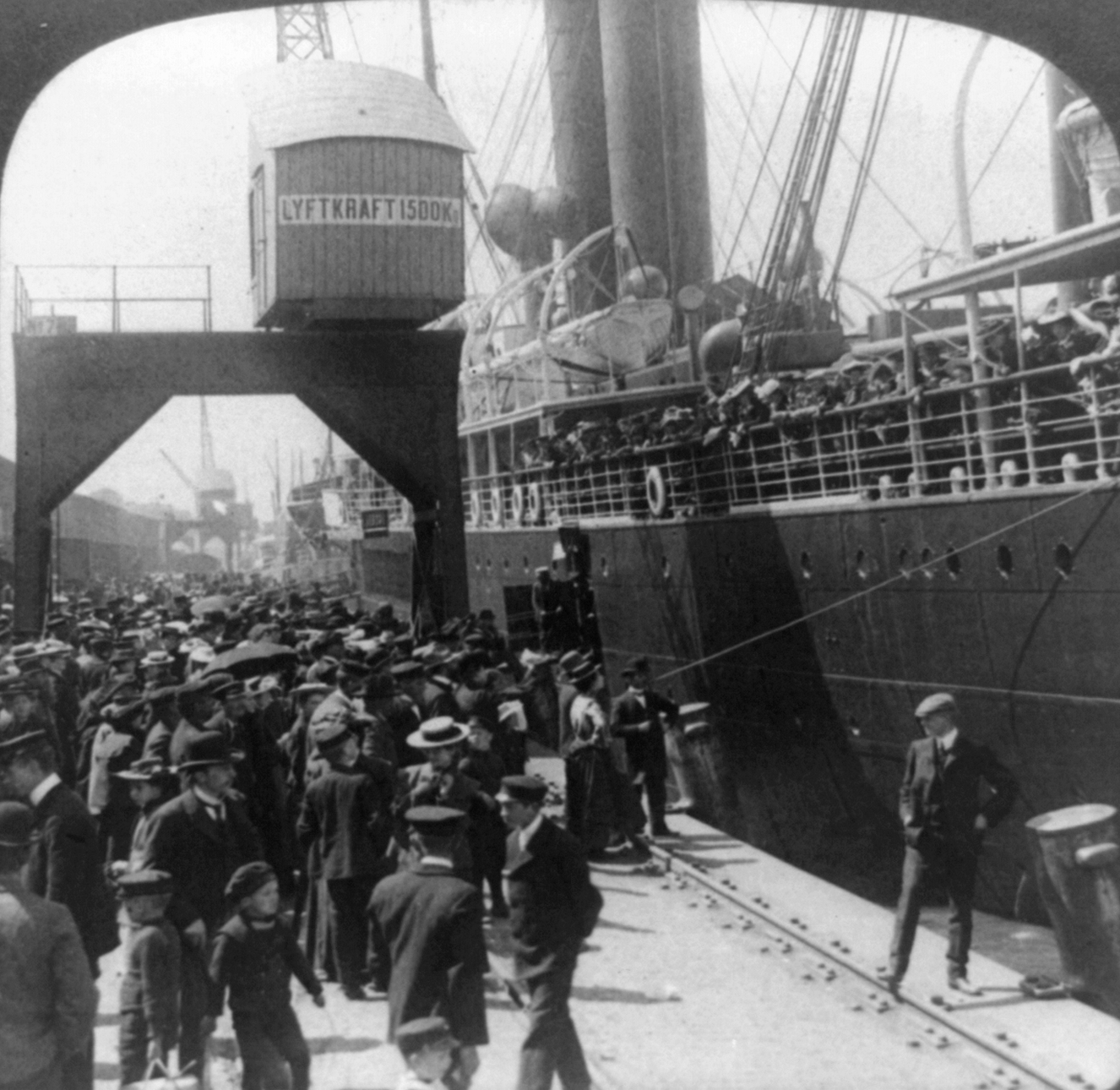
Emigrants suecs embarcant a Göteborg el 1905

Durant els segles xviii i xix hi va haver un fort augment de la població a Suècia que alguns autos com Esaias Tegnér van atribuir a la pau, la vacuna contra la verola i les patates. Entre el 1750 i el 1850 es va doblar la població del país. Segons alguns científics l'emigració a Amèrica va ser l'única manera per a prevenir la fam i les revoltes. A la dècada de 1880 va emigrar més de l'1% de la població total cada any. Tot i això, Suècia va continuar sent pobre, ja que va mantenir una economia gairebé basada en l'agricultura en el moment en què tant Dinamarca com l'Europa Occidental es va començar a industrialitzar.
Es creu que entre el 1850 i el 1910 més d'un milió de suecs van emigrar als Estats Units. A principis del segle xx hi havia més suecs que vivien a Chicago que a Göteborg (la segona ciutat més poblada de Suècia). La majoria dels emigrants suecs van anar cap a l'Oest Mitjà dels Estats Units i a Minnesota hi va anar a viure un nombre molt significatiu de suecs. Altres suecs van anar també a altres parts dels Estats Units i al Canadà.
Tot i el baix índex de desenvolupament industrial, Suècia canviar molt degut a les innovacions a l'agricultura i al gran creixement de la població. Entre aquestes innovacions destaquen programes pagats pel govern com enclosures, explotació intensiva i la introducció de nous productes agrícoles com la patata. Com que la pagesia sueca mai havia patit la servitud com a altres països europeus, la seva cultura agrícola va començar a assumir un paper crític en el procés polític del país, que ha continuat fins a l'època actual amb el modern Partit Agrari (avui en dia anomenat Centre Party). Entre el 1870 i el 1914 Suècia va començar a desenvolupar l'economia industrialitzada que encara té avui en dia.
A la segona meitat del segle xix van sorgir molts moviments de base (sindicats, el Moviment per la Temprança, grups religiosos independents…) que van fonamentar uns forts principis democràtics. El 1889 es va fundar el Swedish Social Democratic Party. Aquests moviments van precipitar el país cap a una democràcia parlamentària moderna que van assolir a l'època de la Primera Guerra Mundial. Amb la Revolució Industrial, durant el segle xx, la gent del país va començar a anar a viure a les ciutats per a treballar a les fàbriques i hi va créixer el socialisme. El 1917 es va evitar una revolució comunista reintroduint el parlamentarisme i el país va patir reformes democràtiques sota el gabinet dels Demòcrates Lliberal-Socials de Nils Edén i Hjalmar Branting, que van aconseguir el sufragi universal pels tots homes (1918) i les dones (1919). El rei Gustau V de Suècia va acceptar àmpliament les reformes després d'haver enderrocat el govern lliberal electe de Karl Staaff a la Crisi Courtyard a causa de les diferències que tenien en matèria de defensa. Segurament la monarquia sueca ha sobreviscut gràcies a la ruptura de la Primera Guerra Mundial, quan hi va haver un gran canvi del sentiment públic a favor de les opinions més promilitars del rei.

#### Guerres mundials

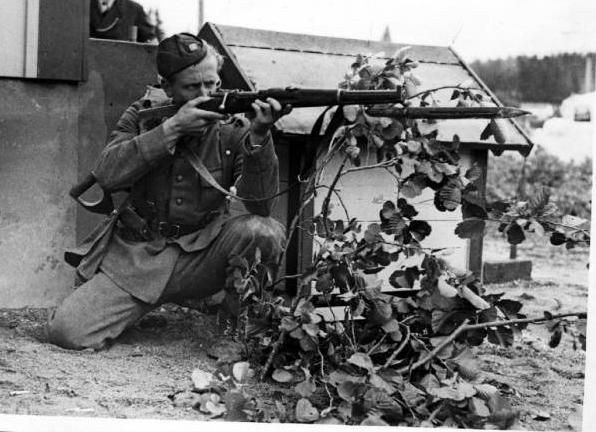
Soldat suec a la Segona Guerra Mundial

Oficialment Suècia va romandre neutral a les dues guerres mundials tot i que aquesta neutralitat no està clara a la segona. Suècia va estar sota la influència alemanya durant la majoria de la guerra i se li van tallar els vincles amb la resta del món a través de bloquejos. El govern suec va considerar que no estava en condicions de lluitar obertament contra Alemanya i, per tant, va fer algunes concessions. Suècia també va subministrar acer i peces mecanitzades a Alemanya durant la guerra. tot i això, també va fer costat a la resistència noruega i el 1943 va ajudar a rescatar jueus danesos de la deportació als camps de concentració. Suècia també va recolzar Finlàndia a la Guerra d'Hivern i a la Guerra de Continuació amb voluntaris i material de guerra.
Al final de la Segona Guerra Mundial Suècia va començar a jugar un rol important en el camp humanitari i en els dels refugiats. Molts dels jueus de l'Europa ocupada, sobretot de l'Europa del Nord i dels estats Bàltics pels nazis es van salvar gràcies a les missions de rescat sueques. No obstant això, les crítiques internes i externes han argumentat que Suècia hagués pogut fer més per a resistir els Nazis encara que s'arrisquessin que Alemanya l'ocupés.

#### Guerra freda
Suècia ha estat oficialment neutral després de la Segona Guerra Mundial i no ha format part ni de l'OTAN ni del Pacte de Varsòvia però els governs suecs han tingut més lligams amb els Estats Units i els governs occidentals.
Després de la guerra, Suècia es va aprofitar de la seva base industrial intacta, l'estabilitat social i els recursos naturals per a expandir la seva indústria per a ajudar a la reconstrucció d'Europa. Suècia va formar part del Pla Marshall i va participar en l'OCDE. Durant la majoria de l'era de la postguerra el país fou governat pel Partit Socialdemòcrata de Suècia, normalment col·laborant amb la Confederació de Sindicats Suecs i la indústria. El govern va ajudar la indústria competitiva i les grans corporacions.
Suècia, com altres països d'arreu del món, va entrar en un període de declivi econòmic després de la Crisi del Petroli de 1973-1974. A la dècada de 1980els pilars de la indústria sueca foren reestructurats profundament. La construcció naval es va suspendre, la fabricació de la polpa de fusta es va integrar en la producció modernitzada de paper, la indústria de l'acer es va concentrar i especialitzar i l'enginyeria mecànica es va robotitzar.
Entre el 1970 i el 1990 la càrrega fiscal va augmentar més del 10% i el creixement fou més baix que a altres països de l'Europa occidental. L'impost sobre la renda marginal dels treballadors va arribar a més del 80%. Eventualment, el govern va gastar més de la meitat del PIB del país i el Suècia va baixar en el rànquing internacional de PIB per capita.

### Món actual
A principis de la dècada de 1990 a Suècia hi va haver una crisi fiscal causada per l'esclat de la bombolla immobiliària deguda a la insuficiència dels controls sobre el crèdit, combinat amb una recessió internacional, a una interrupció de les polítiques contra l'atur i a les polítiques anti-inflacionistes. El PIB de Suècia es va reduir un 5%. El 1992 es va deflacionar la moneda i el banc central va augmentar breument els interessos fins al 500%.
El govern va respondre reduint la despesa i va instituir moltes reformes per a millorar la competitivitat de Suècia, entre les quals destaquen la de la reducció de l'estat del benestar i la privatització de béns i serveis públics. Gran part de la classe política va promoure l'adhesió a la Unió Europea i un referèndum la va aprovar amb el 52% favorable el 13 de novembre de 1994. Suècia es va unir a la Unió Europea l'1 de gener de 1995.
Suècia continua sent un país no alineat militarment, tot i que ha participat en alguns exercicis militars conjunts amb l'OTAN i altres països i ha cooperat extensament amb altres països europeus en l'àrea de la tecnologia i la indústria de defensa. Entre d'altres, les empreses sueques han exportat armes que els americans han utilitzat a l'Iraq. Suècia també té un llarg historial de participació en les operacions militars internacionals, entre les quals destaquen la més recent, a l'Afganistan i en les operacions de pau a Kosovo, Bòsnia i Hercegovina i Xipre. Suècia va ocupar la presidència de la Unió europea entre l'1 de juliol i el 31 de desembre del 2009.

## "Caràcter" suec i integració dels immigrants
Les onades d'immigració recents han provocat a Suècia un debat sobre el "caràcter suec" que vol definir com es poden integrar els immigrants a la societat sueca. En un informe del govern suec s'ha afirmat que el caràcter suec generalment ha estat classificat pels científics en cinc maneres diferents: el país de naixement (Suècia), la ciutadania, la consanguinitat (el parentiu percebut), la cultura o la llengua i l'aparença física. També afirma que en l'ús quotidià de la paraula suec es té en compte aquests aspectes tant en els mitjans de comunicació com en el llenguatge corrent i que això s'ha d'entendre considerant de com s'ha conformat la història nacional de Suècia des de temps immemorials.
La Statistiska centralbyrån (SCB - Oficina Central d'Estadístiques de Suècia) no té en compte l'etnicitat però aproximadament el 20% de la població de Suècia és estrangera.
L'augment de la proporció d'immigrants ha fet que hagi sorgit partits polítics anti-immigrants com el Sverigedemokraterna (Demòcrates Suecs) que temen la bomba demogràfica i sobretot l'ascens de l'islam a Suècia (la islamofòbia). Tot i això, les enquestes mostren que l'actitud general dels suecs envers els immigrants és més aviat positiva.

## Llengua

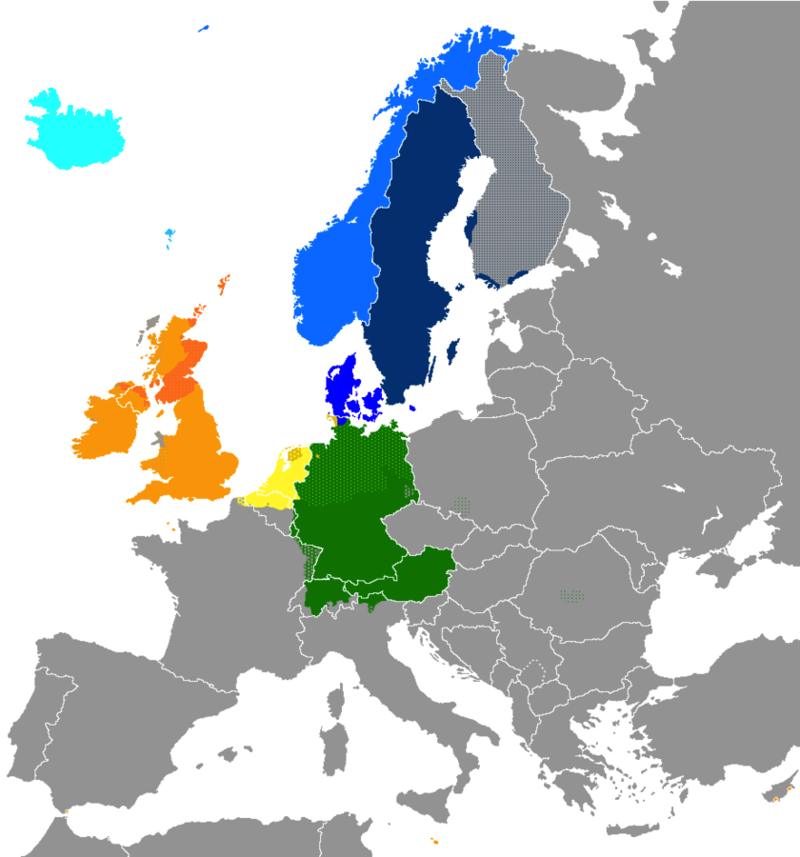
The present-day distribution of the Germanic languages in Europe:
Llengües germàniques septentrionals
Islandès
Feroès
Noruec
Suec
Danès
Llengües germàniques occidentals
Escocès
Anglès
Frisó
Holandès
Baix alemany
Alemany
Les zones de ratlles indiquen on és comú el multilingüisme.

La llengua nadiua de la majoria dels suecs és el suec ( svenska (?·pàg.)), una llengua escandinava que es parla per uns 10 milions de persones aproximadament, 8.840.000 a Suècia,728.000 a Dinamarca (com a segona llengua) i 271.000 a Finlàndia (a on, com a segona llengua el parlen 2.390.000 persones.) El suec és molt intel·ligible amb el noruec i una mica menys amb el danès. Com les altres llengües escandinaves, el suec descendeix del nòrdic antic, la llengua comuna dels pobles germànics que vivien a la Península Escandinava durant l'època vikinga. En l'actualitat és la llengua escandinava que té més parlants.
El suec estàndard és utilitzat per la majoria dels suecs, és la llengua nacional que va evolucionar dels dialectes centrals del suec el segle xix i que es va establir com a estàndard a inicis del segle xx. Mentre que hi ha diferents varietats regionals que descendeixen de dialectes, la llengua parlada i escrita és uniforme i està estandarditzada. Alguns dialectes difereixen considerablement de la llengua estàndard en la seva gramàtica i vocabulari i no tots són totalment intel·ligibles entre ells ni amb la llengua estàndard. Aquests dialectes estan confinats a les zones rurals i són parlats per un petit nombre de persones que tenen poca mobilitat social. Encara que no estiguin en perill d'extinció imminent, aquests dialectes van estar en declivi durant el segle xx, tot i que han estat investigats i les autoritats locals n'han encoratjat el seu ús.

## Genètica
Segons una anàlisi recent sobre la genètica feta a la Universitat Stanford dels suecs, tant l'ADN mitocondrial com els polimorfismes cromosòmics mostren una afinitat genètica notable entre els suecs i els altres grups ètnics germànics. Pels estudis globals sobre la genètica dels suecs i altres pobles vegeu també: and
Tenint en compte la patrilinealitat, a través dels haplogrups del cromosoma Y humà del seu ADN, el 40% dels suecs tenen el haplogrup I-M253, el 20% tenen els haplogrups R-1a i el R1b respectivament i el 5% el N1c1. La resta pertany als haplogrups menys freqüents J i E1b1b1.
Tenint en compte els haplogrups mitocondrials humans, en la matrilinialitat dels suecs hi domina el haplogrup H (25-30%), seguit pel haplogrup U, en més d'un 10% i els haplogrups J, T i K, amb un 5% cadascun.
Un altre estudi genètic nuclear detallat també ha mostrat que els suecs comparteixen en gran manera la seva genètica amb els finlandesos.

## Distribució geogràfica
La majoria de la zona habitada pels suecs, ja des de l'àrea original coneguda pels seus avantpassats està a l'estat suec, situat a la part oriental de la Península Escandinava i a les seves illes adjacents, a l'oest del mar Bàltic, a l'Europa septentrional. Els suecoparlants que viuen en les zones properes a la costa al cantó nord-oriental del mar Bàltic també tenen una llarga història d'assentament continu des de fa aproximadament mil anys. Aquestes persones inclouen els suecs que viuen a Finlàndia (que parlen el dialecte conegut com a suec finlandès - finlandssvenska, que forma part del grup de dialectes orientals del suec) i la població de les Illes Åland, en les quals es parla gairebé exclusivament dialectes suecs més propers als de Suècia que als de Finlàndia. A Estònia també hi va existir una minoria sueca important durant uns 650 anys a les zones costaneres i a les illes. Els grups menys nombrosos dels descendents històrics d'emigrants suecs del segle xviii fins al XX, que encara conserven diversos aspectes de la seva identitat sueca en l'actualitat, es poden trobar a Amèrica (sobretot Minnesota i Wisconsin i a Ucraïna.
Actualment, els suecs tendeixen a emigrar sobretot cap als països nòrdics veïns i cap als anglo-parlants (Estats Units i Regne Unit), Espanya i Alemanya.
Històricament, el Regne de Suècia ha estat molt més gran que en l'actualitat, sobretot a l'època de l'Imperi Suec (1611-1718). Finlàndia va pertànyer a Suècia fins al 1809. Com que no abans d'aquest any no existia la nacionalitat finlandesa, les fonts anteriors a aquesta data es refereixen els suecs i els finlandesos com a suecs. Aquest és particularment el cas de la Nova Suècia, en la qual alguns dels colons suecs eren d'origen finlandès.